# ニューバンブー音楽事務所
ニューバンブーは、かつて東京都港区赤坂にあった芸能プロダクションである。1986年に倒産。正式名称は株式会社ニューバンブー音楽事務所。

## 略歴
ニューバンブー音楽事務所として個人事業で立ち上げた後、平浩二の『バス・ストップ』が大ヒットとなり。有限会社に変更する。さらに、1976年に松本ちえこの「恋人試験」、資生堂のコマーシャルとして「バスボンガール」が大ヒットし、株式会社化して躍進した。しかし、それ以降は所属タレントのヒットに恵まれず、1986年に倒産した。
社団法人日本音楽事業者協会にも加盟していた。

## 会社概要
- 社名：株式会社ニューバンブー音楽事務所
- 当時の代表取締役：竹村忠雄
- 所在地：東京都港区赤坂2丁目7－8三科ビル5階

## 所属していたタレント
- 平浩二 - 第一号タレント
- 松本ちえこ - 初代バスボンガール
- 直江喜一
- 矢野良子
- 倉田まり子
- 菊地陽子
- 川島恵[1][要ページ番号]
- 福島一男
- 南永吾
- 伊藤典子
- 藤慎一郎

など

## 関連企業
- バンブーミュージック出版株式会社